# 台风圣帕 (2007年)
| 太平洋颱風季             |
| 主題頁 - 專題 - 編輯指南 |

颱風聖帕 （英語：Typhoon Sepat，國際編號：0708，聯合颱風警報中心：09W，菲律賓大氣地球物理和天文管理局：Egay）為2007年太平洋颱風季第八個被命名的風暴，也是當年最強的颱風，並為台灣及中國大陸東南沿海的福建、浙江等地帶來嚴重損失，亦是陸地維持最長的熱帶氣旋。
「聖帕」一名是由馬來西亞所提供，指的是一種淡水魚。

## 發展過程
一個低壓區於8月12日在馬尼拉以東約1600公里增強為一個熱帶低氣壓，初時向西南偏西移動。翌日凌晨增強為熱帶風暴並命名為聖帕，當晚迅速增強為強烈熱帶風暴，8月14日進一步增強為颱風。

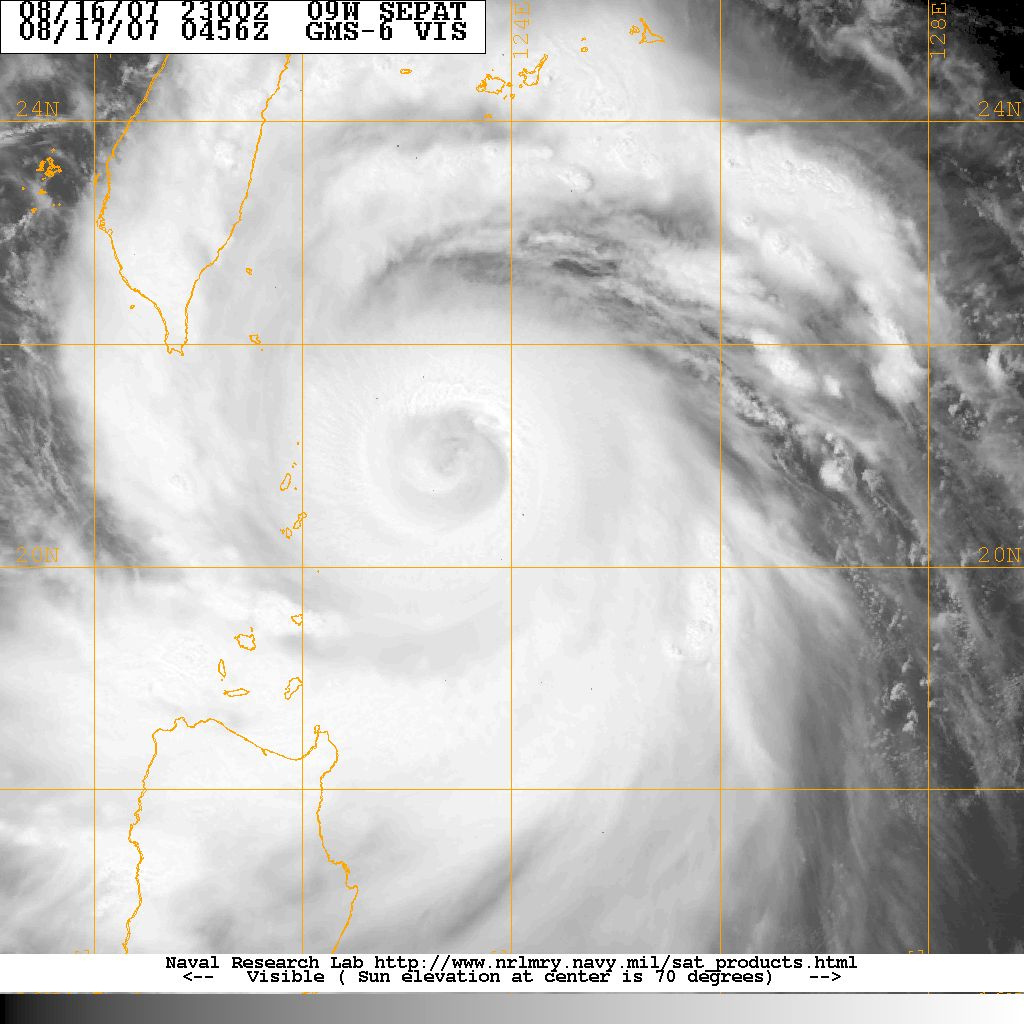
聖帕在眼牆置換後期的衛星圖像

聖帕增強為颱風後於8月15日轉向西北偏西移動，翌日下午轉向西北偏北移動。颱風聖帕於當晚達到顛峰程度，每小時風速高達205公里，同時聖帕亦出現擁有雙重眼壁並進一步逼近台灣。聖帕於8月18日橫過台灣及台灣海峽，並於翌日凌晨減弱為強烈熱帶風暴。當日早上在中國福建泉州市登陸並減弱為熱帶風暴，當晚進一步減弱為熱帶低氣壓，並於8月20日清晨減弱為一個低壓區。

## 影響

### 菲律賓
- 聖帕8月15日掃過菲律賓東北部，引發洪水及土石流。首都馬尼拉的政府機關及學校都被迫關閉。

### 臺灣
當地發佈颱風最高信號：海上陸上颱風警報
- 8月18日早晨5時40分，聖帕於花蓮縣秀姑巒溪口登陸台灣。中午時分，颱風中心由彰化縣濁水溪口進入台灣海峽之後，以每小時13公里速度，朝西北方向逐漸離開台灣本島。
- 8月18日所有國內航線班機停飛。
- 全台各地（含金馬）停班停課。
- 下午2時前，台鐵各次對號列車全部停駛。
- 台灣高鐵18日7時至18時停駛。
- 台灣西部由於受到中央山脈阻隔，加上颱風中心結構在越山之後受到破壞，18日當天風雨並不顯著，中北部各地甚至偶爾可見陽光，媒體亦刊載部份民眾抱怨氣象局誇大之嫌；然而自19、20日起由於受到已減弱為低壓的聖帕外圍環流影響，中南部雨勢反而加驟許多，屏東縣瑪家測站之雨量達到987毫米。

### 中国大陆
8月19日凌晨2時，聖帕以颱風級別 (33m/s) 在福建惠安登陸，翌日凌晨於福建境內減弱為熱帶低氣壓，此後經過江西、湖南、貴州三省，24日下午在雲南境內減弱，在陸地上維持時間總計為132小時，創下登陸中國大陸後，維持最長時間的熱帶氣旋。

### 香港
8月18日，受到颱風聖帕的下沉氣流影響，天氣酷熱，香港天文台於15時半發出酷熱天氣警告，大部分地區氣溫上升至34度左右。但隨著聖帕的雨帶逐漸移近，本港天氣轉壞，天文台於19時發出雷暴警告，維持至當晚9時半，流浮山一度錄得超過每小時85公里的陣風。受到驟雨影響，香港氣溫急降6度，天文台21時45分取消酷熱天氣警告。

## 災情

### 臺灣
- 南投縣仁愛鄉的力行一號便橋被沖毀、平靜橋被土石流淹沒，造成力行、平靜沿線及台14線翠峰段交通中斷，受困居民近2000人。[2]
- 全台最高停電戶數達61萬多戶。[3]
- 依照農委會統計，農業災情約新台幣18億元。[4]由於農民損失極為慘重，政府仍將依農業天然災害救助辦法予以補助。[5]

### 中国大陆
- 浙江温州苍南县龙港镇受圣帕七级风圈外一条6000米长、200米宽的狭长地带，瞬间突发的龙卷风袭击，造成156间钢筋混凝土建造的房屋倒塌（不属于应转移的危房），造成11人死亡、60人受伤。[6]
- 截至8月21日18时，圣帕已造成福建、浙江、江西、湖南4省36人死亡，9人失踪，紧急转移安置137.3万人；农作物受灾面积313.9千公顷，其中绝收42.4千公顷；倒塌房屋1.6万间，损坏房屋4.5万间；因灾直接经济损失人民币49.7亿元。[7]

## 熱帶氣旋警告使用紀錄

### 台灣
| 交通部中央氣象局 颱風警報 | 交通部中央氣象局 颱風警報 | 交通部中央氣象局 颱風警報 |
| ------------------------- | ------------------------- | ------------------------- |
| 上一熱帶氣旋              | 海上颱風警報              | 下一熱帶氣旋              |
| 輕度颱風梧提              | 海上颱風警報              | 中度颱風韋帕              |
| 輕度颱風梧提              | 陸上颱風警報              | 中度颱風韋帕              |

## 參看
- 2007年太平洋颱風季

## 外部連結
- （英文）https://web.archive.org/web/20090826230250/http://metocph.nmci.navy.mil/jtwc.php 聯合颱風警報中心首頁
- （日語）http://www.jma.go.jp/jma/index.html（页面存档备份，存于） 日本氣象廳首頁
- （繁體中文）http://www.cwb.gov.tw（页面存档备份，存于） 中央氣象局首頁
- （英文）http://www.pagasa.dost.gov.ph/（页面存档备份，存于） 菲律賓大氣地球物理和天文管理局首頁